# Президентский дворец (Ханой)
Президентский дворец в Ханое (вьет. Phủ Chủ tịch) — официальная резиденция президента Вьетнама в Ханое. Здание построено в начале XX века и первоначально служило в качестве резиденции генерал-губернатора французского Индокитая. Архитектор: Огюст Анри Вильдьё. Дворец находится к северу от мавзолея Хо Ши Мина и входит в Архитектурный ансамбль мавзолея Президента Хо Ши Мина.
В настоящее время дворец является официальной резиденцией президента Вьетнама и используется для государственных приёмов.

## Архитектура и история
Возведение резиденции длилось шесть лет — с 1900 по 1906 годы. Строительством руководил французский архитектор Август Генри Вильдьё. Участок под строительство был конфискован у прежних владельцев, также на месте строительства располагалась тысячелетняя пагода, которая была снесена несмотря на возражения подданных. Здание решено в отчетливо европейском архитектурном стиле, который можно охарактеризовать, как неоклассицизм, характерными чертами которого являются: раздельные фронтоны, парадная лестница, классические колонны и др. Вид этого здания типичен для европейских дворцов, лишь по окружающим здание манговым деревьям можно понять, что вы во Вьетнаме. Дворец окрашен в горчично-жёлтый цвет. Перед дворцом — кованые железные ворота. До 1945 года в нём жил правящий генерал-губернатор французского Индокитая. В период с 1947 по 1954 года в здании квартировали высшие французские армейские чины. После обретения независимости Вьетнамом, Хо Ши Мин отказался от проживания в стенах этого здания из-за своих принципов, и использовал его только для приёма посетителей. Он превратил дворец в гостиницу, в которой жили партийные работники. Ему же возле небольшого водоёма возвели маленький деревянный дом в саду, через пруд напротив дворца. В этом двухэтажном строении он жил с 1958 по 1969 год, до своей смерти.
На данный момент отсутствует возможность посещения Президентского дворца, но посетители допускаются к ботаническим садам дворца, каждый день с 8 до 11 и с 14 до 16 часов. Вход платный — около 5 тыс. вьетнамских донгов.

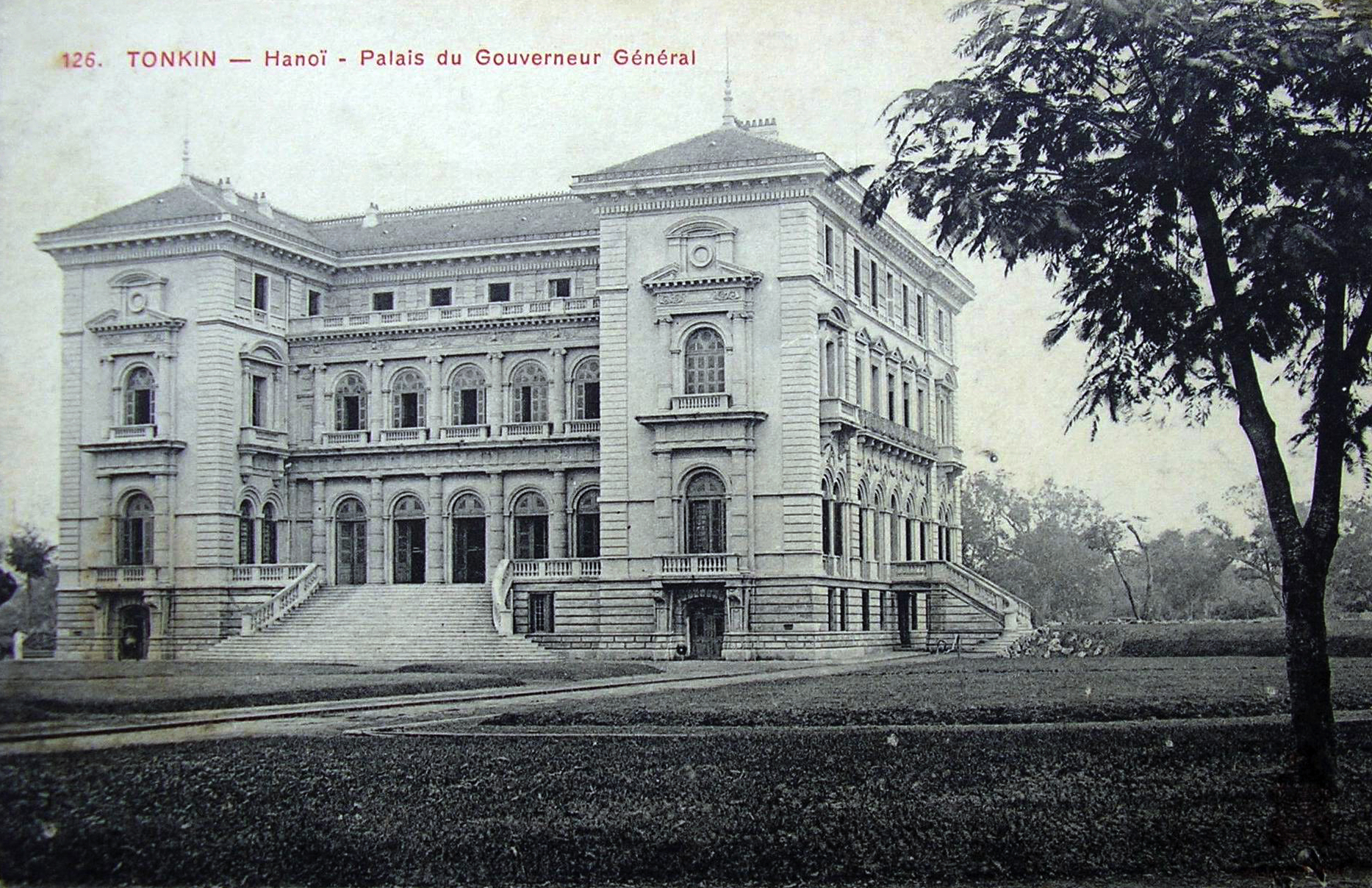
Резиденция генерал-губернатора Французского Индокитая
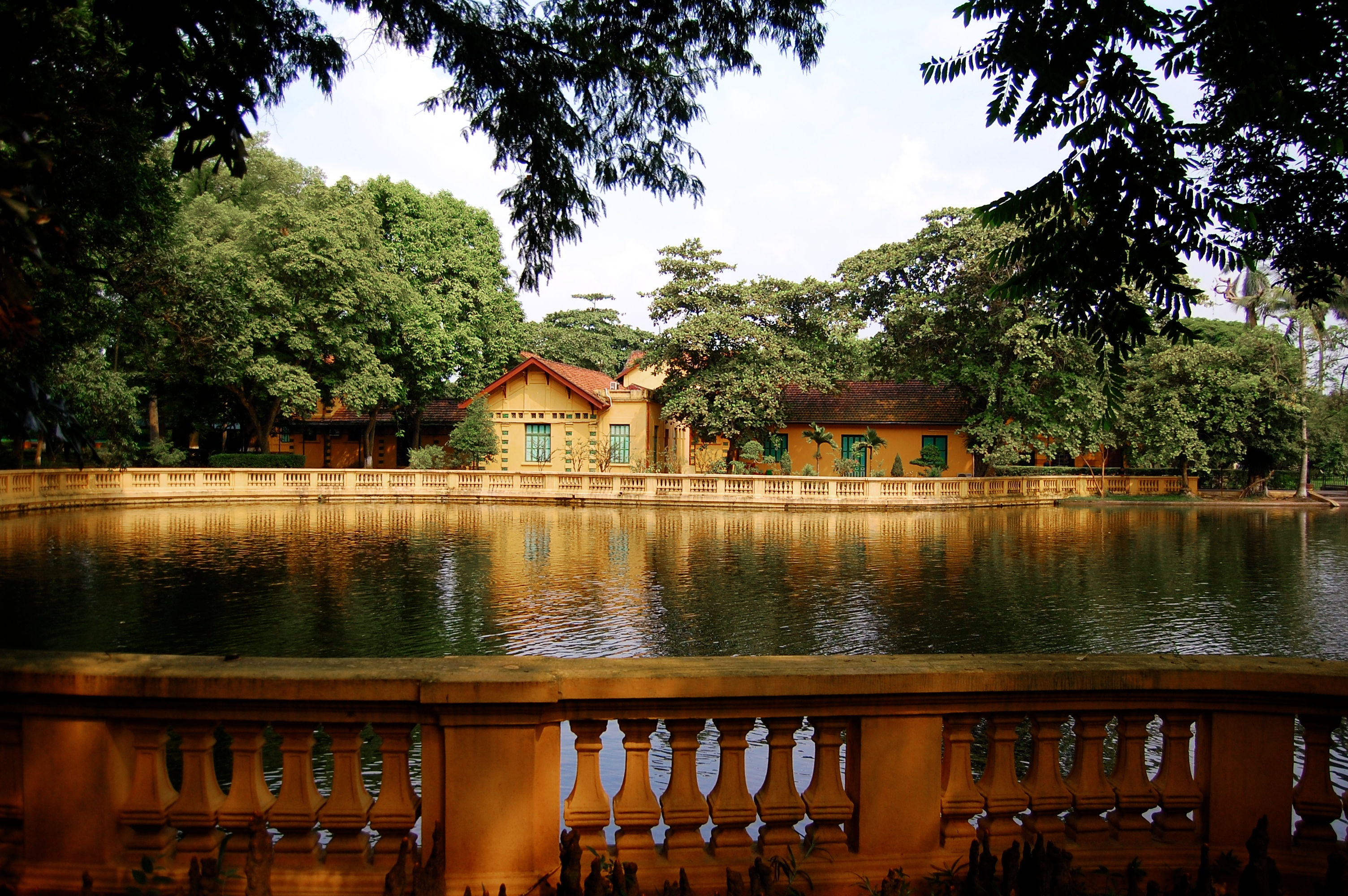
Сад дворца и пруд с карпами
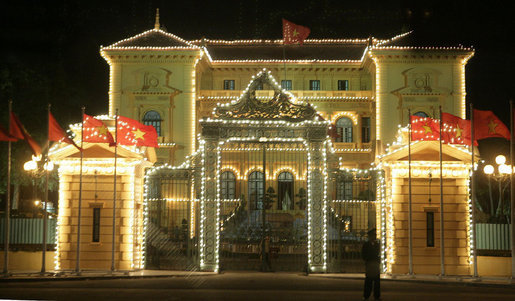
Ночная подсветка